# نادي الرياض للسيدات
نادي الرياض للسيدات هو نادي كرة قدم نسائي سعودي يلعب في الدوري السعودي الممتاز للسيدات.